# Adam Aleksander Stadnicki
Adam Aleksander Stadnicki ze Żmigrodu herbu Szreniawa bez Krzyża (ur. ok. 1563, zm. 14 października 1615) – wojewoda bełski w 1615 roku, kasztelan kaliski w latach 1606–1615, kasztelan przemyski w latach 1602–1606, starosta przemyski w latach 1606–1615, starosta kolski w latach 1609–1615, starosta stryjski w latach 1605–1615, starosta horodelski w latach 1599–1601, rotmistrz królewski.
Był wnukiem Andrzeja Stadnickiego, kasztelana sanockiego, synem Stanisława Stadnickiego, kasztelana sądeckiego i Barbary Korytkówny, córki Jana Korytki, stolnika lwowskiego. Miał brata Stanisława, kasztelana przemyskiego.
Z małżeństwa z Zofią Anną z domu Gostomską h. Nałęcz (córką Hieronima Gostomskiego) miał dzieci: Mikołaja Hieronima, Katarzynę, Zofię, Adama i Jana Kazimierza.
Brał udział we wszystkich wyprawach Batorego przeciw Moskwie. W 1585 roku był już rotmistrzem. Po śmierci Batorego opowiedział się za Zygmuntem III Wazą, którego był zwolennikiem do końca życia. Poseł na sejm koronacyjny 1587/1588 roku z województwa ruskiego. W 1593 roku został starostą kolskim. Poseł na sejm 1593 roku z ziemi przemyskiej. Około 1593 roku uzyskał nominację na oboźnego koronnego, którym był prawdopodobnie do 1602 roku. W tym roku dostał kasztelanię przemyską. Od stycznia 1615 roku był wojewodą bełskim.
Został pochowany w starym kościele franciszkanów w Przemyślu, gzie znajdował się jego nagrobek z epitafium umieszczony w kaplicy św. Anny (kościół ten i kaplica zostały rozebrane pod koniec XVIII wieku).